# 澤田美晴
澤田美晴（日语：／ Sawada Miharu，1996年7月28日—）是日本的女性聲優，神奈川縣出身。Kekke Corporation所屬。血型O型。

## 人物
渡邊娛樂學校第20期畢業生。
2015年加入Kekke Corporation，初次配音的作品為電視動畫《高校艦隊》的小笠原光。
與聲優山下七海交情很好。

## 演出作品
※粗體字為主要角色。

### 電視動畫
2016年
- 魔法使 光之美少女！（南茜[6]）
- 偶像學園STARS！（2年生、明石咲耶）
- 高校艦隊（小笠原光[7]）

2017年
- 武裝少女Machiavellianism（東狐常美[8]、女教師、女學生）
- 阿童木起源（學生）

2019年
- 哆啦A夢（小孩）

2022年
- BLEACH 千年血戰篇（美女）

2023年
- BanG Dream! It's MyGO!!!!!（月之森 學生A、羽丘 學生B）

### 劇場版動畫
2020年
- 劇場版 高校艦隊（小笠原光[9]）

2021年
- 劇場版 BanG Dream! Episode of Roselia II：Song I am.（家庭餐廳店員）

### OVA
2017年
- 高校艦隊（小笠原光）

### 遊戲
2016年
- 麻將三國少女（曹丕[10]）
- 8 beat Story♪（芽衣）
- 魔女異聞錄：伊絲塔利亞傳說（暗黑獸克拉肯[11]）
- 幻獸姬（ブレイズドラゴン）
- 三國烈霸（卞夫人）

2017年
- 青空Under Girls！（渡邊晴海[12]）
- 問答RPG 魔法使與黑貓維茲（[13]）
- 天華百劍-斬-（骨喰藤四郎）

2018年
- （以津真天）
- 魔物娘☆後宮（克蕾亞）

2019年
- ハイスクール・フリート 艦隊バトルでピンチ!（小笠原光）
- 初音島4（光山紗希[14]）

2021年
- 初音島4 Fortunate Departures（光山紗希[15]）
- 幻獸契約 Cryptract

### 廣播
- 智一、美樹的廣播Big Bang（2013年－2014年） - 助手[16]
- 吉岡×澤田的Twilight Riot（YOUTUBE、2018年－）[17]

### 網路節目
- 8 beat story News（2016年－）※每回輪替主持[18]
- 8/pLanet TV～8/pLanet!!出去課外活動（2016年－）
- miii☆time（生TV，2017年－）[19]

### 其他
- 溫泉女孩（鹽原八彌）
- 快樂兒童餐 偶像學園STARS！「變成偶像」篇（廣告歌曲擔當[20]）

### 音樂CD
| 發售日   | 名稱            | 演唱名義  | 歌曲名稱                              | 商業搭配                      |
| 2016年   | 2016年          | 2016年    | 2016年                                | 2016年                        |
| -------- | --------------- | --------- | ------------------------------------- | ----------------------------- |
| 6月8日   |                 | 8/pLanet! | 「」                                  | 遊戲《8 beat Story♪》主題曲   |
| 10月19日 | Halloween☆Night | 8/pLanet! | 「Halloween☆Night」                   | 遊戲《8 beat Story♪》相關歌曲 |
| 11月23日 | BLUE MOON       | 8/pLanet! | 「BLUE MOON」                         | 遊戲《8 beat Story♪》相關歌曲 |
| 12月14日 |                 | 8/pLanet! | 「」                                  | 遊戲《8 beat Story♪》相關歌曲 |
| 2017年   |                 |           |                                       |                               |
| 4月12日  | DREAMER         | 8/pLanet! | 「DREAMER」 「」                      | 遊戲《8 beat Story♪》相關歌曲 |
| 8月30日  | Rooting For You | 8/pLanet! | 「Rooting For You」 「Lovely Summer」 | 遊戲《8 beat Story♪》相關歌曲 |

### 组合成员
1. 1 2 3 4 5 6  櫻木日向（社本悠）、水瀨鈴音（吉井彩實）、神樂月（吉岡美咲）、橘彩芽（青野菜月）、姬咲杏梨（金魚和嘉菜）、星宮雪菜（和氣杏未）、源氏螢（吉村那奈美）、芽衣（澤田美晴）

## 外部連結
- Kekke Corporation公式官網的聲優簡介 （日語）
- 澤田美晴的X（前Twitter） （日語）